# Puerto Cachiyuyo
Puerto Cachiyuyo (en inglés: Kelp Harbour) es una bahía ubicada en la costa oeste de la isla Soledad, en las islas Malvinas. Se encuentra en el estrecho de San Carlos, entre la península Dos Lomas, al norte, y la península Esperanza, al sur. El asentamiento de Dos Lomas se halla en sus cercanías.

## Historia

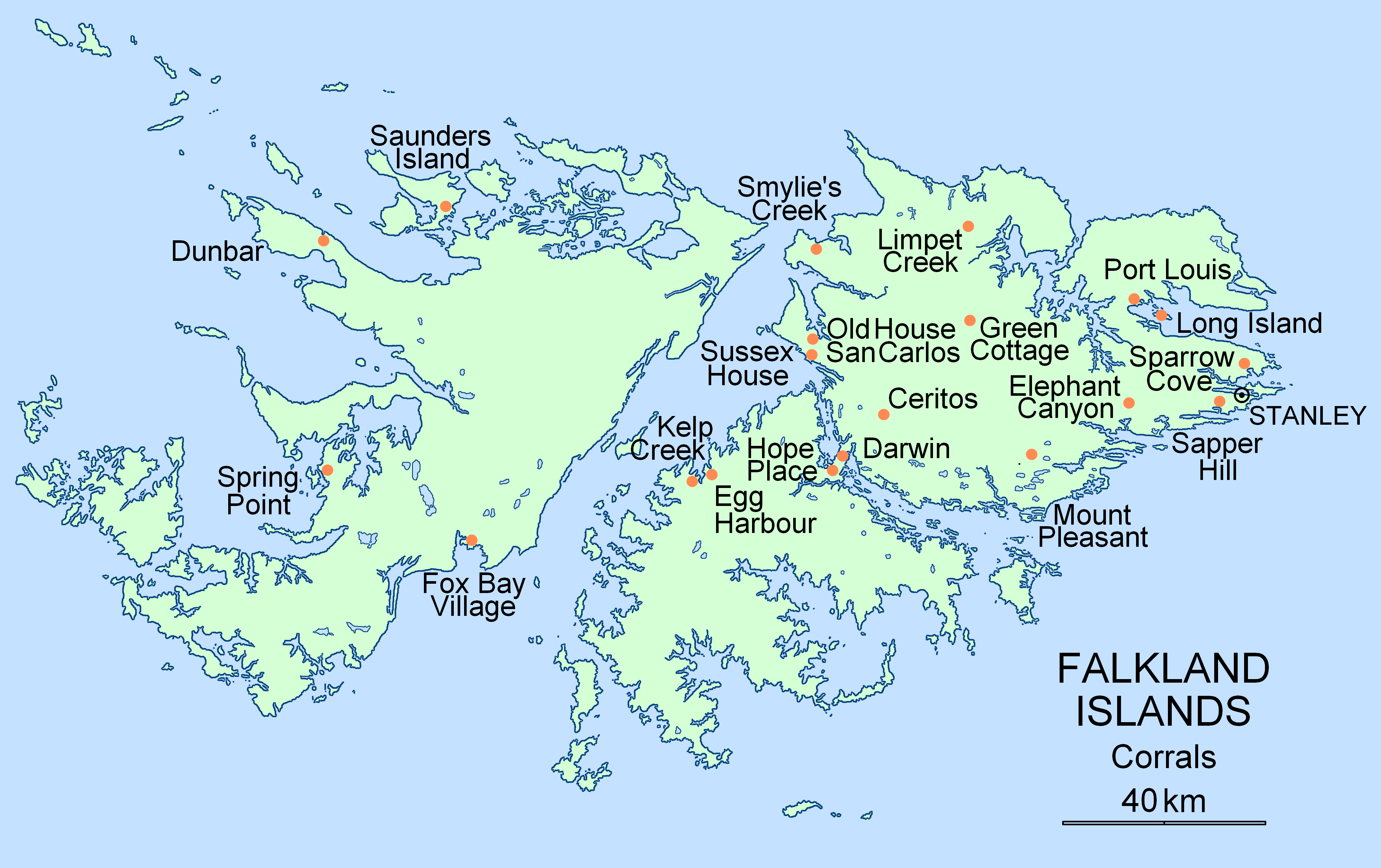
Mapa de los "corrals" (corrales) hechos por los gauchos en las islas. Algunos de ellos conservan el nombre en español.

Aquí funcionó a mediados del siglo XIX, un corral hecho por los gauchos del Río de la Plata llegados a las islas desde la década de 1820.